# Sông Tân Điếm
Tân Điếm (tiếng Trung: 新店溪, Tân Điếm khê) là một dòng sông tại miền bắc Đài Loan. Đây là một trong ba phụ lưu lớn của sông Đạm Thủy và có chiều dài 81 km, diện tích lưu vực là 921 km². Phụ lưu chính của sông Tân Điếm là sông Bắc Thế chảy từ Oanh Tử Lĩnh thuộc khu Song Khê, Tân Bắc. có độ cao 700 mét Sông là ranh giới tự nhiên giữa Đài Bắc và Tân Bắc trước khi hợp dòng cùng sông Đại Hán để tạo thành sông Đạm Thủy. Sông Tân Điếm có nguồn nước dồi dào và cũng là sông cung cấp tới 97% nước sạch cho đại đô thị Đài Bắc. Trên dòng sông có đập Phỉ Thúy ở đông nam Đài Bắc để hình thành hồ dự trữ nước.